# علم الجيولوجيا العدلية

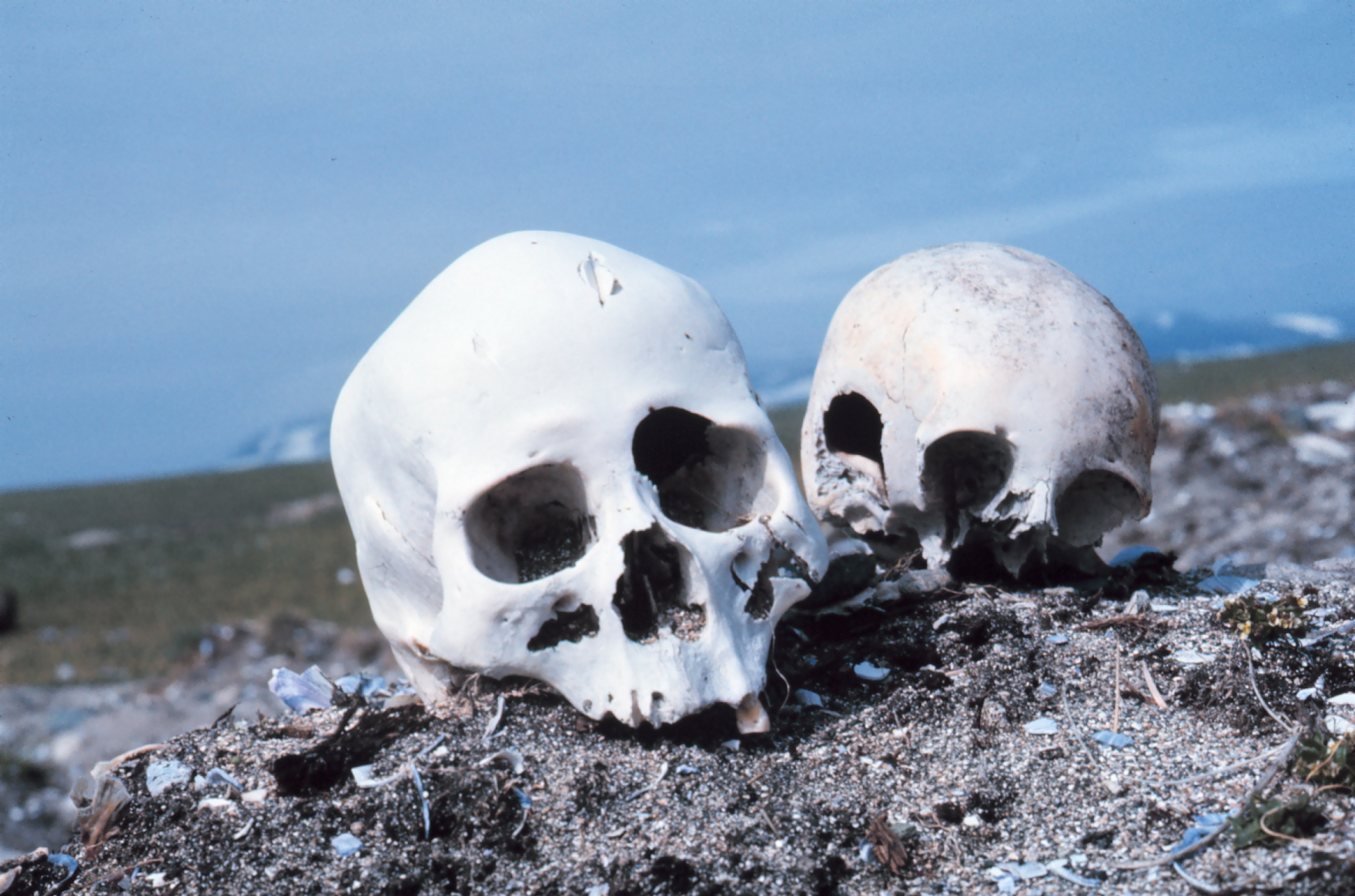

علم الجيولوجيا العدلية هو دراسة الدليل المرتبط بـالمعادنوالنفط والبنزين والمعادن الأخرى الموجودة في الأرض والتي تُستخدم في الإجابة على الأسئلة المطروحة من قِبل الجهات القانونية.
في عام 1975، نشر راي موراي وزميل جامعة روتجرز البروفيسور جون تيدرو أول كتاب دراسي عن هذا العلم، الجيولوجيا العدلية، كان أول عهد موراي بعلم الجيولوجيا العدلية في عام 1973 حينما كان يدرس علم الجيولوجيا في جامعة روتجرز. فقد دخل عليه في مكتبه أحد عملاء دائرة الكحول والتبغ والأسلحة النارية حاملاً حقيبة مليئة بالتراب، باحثًا عن إجابات. ومنذ هذه اللحظة عمل موراي خبيرًا للجيولوجيا العدلية جنبًا إلى جنب مع عمله في التدريس.

## الاستخدام الأول لعلم الجيولوجيا العدلية
وفقًا لما ذكره موراي، كانت بداية هذا العلم مع الكاتب المشهور لشخصية شارلوك هولمز، السير آرثر كونان دويل. يظهر شارلوك هولمز بمظهر القادر على اكتشاف مكان تواجد الأشخاص بطرق عديدة منها حفظه للخصائص الجيولوجية المكشوفة للندن إلى الدرجة التي تتيح له اكتشاف بعض القطع الطينية على حذاء شخص مما يتيح له معرفة الموقع في نهاية المطاف. لكن هناك قضايا واقعية أقدم مثل قضية سرقة الفضة البروسية حيث قاد التعرف على الرمال جهات البحث إلى معرفة اللصوص. قد يكون جورج بوب الذي ينحدر من فرانكفورت بألمانيا أول من استخدم تحليل التربة للربط بين المشتبه بهم ومسرح الجريمة. في عام 1891، استخدم هانز جروس التحليل المجهري للتربة وللمواد الأخرى المأخوذة من حذاء المشتبه به للربط بينه ومسرح الجريمة. في عام 1893، نشر كتابه كتاب اختبار القاضي كنظام لعلم الجريمة (Handbook for Examining Magistrates as a System of Criminology) ولذلك ينظر إليه غالبًا كأب لعلم الطب الشرعي العلمي (علم كشف الجريمة).

## وصلات خارجية
- علم الجيولوجيا العدلية: لماذا لجأ شارلوك هولمز للصخور!